# باشگاه فوتسال بازرگانی
باشگاه فوتسال بازرگانی یکی از باشگاه‌های فعال فوتسال در کشور ایران است. این تیم هم‌اکنون در دسته اول سری مسابقات لیگ فوتسال که بالاترین سطح فوتسال در ایران می‌باشد، به رقابت به دیگر تیم‌ها می‌پردازد.

## فصل ۸۶-۸۵
این تیم در فصل ۸۶-۸۵ به عنوان نهمی این مسابقات دست پیدا کرد. این مسابقات با شرکت ۱۴ تیم برگزار گردید. که در انتها تیم فوتسال شن‌سا ساوه به مقام قهرمانی رسید.
این تیم از ۲۶ بازی خود صاحب ۱۰ برد و ۵ تساوی و ۱۱ باخت شد.